# Nikolái Gubenko
Nikolái Nikoláyevich Gubenko (en ruso Николай Николаевич Губенко; Odessa, RSS de Ucrania, 17 de agosto de 1941 – Moscú, Rusia, 16 de agosto de 2020)  fue un actor, director y guionista soviético y ruso, fundador del teatro Comunidad de Actores de Taganka. Su película Wounded Game se inscribió en el Festival de Cine de Cannes de 1977. Fue nombrado Artista del Pueblo de la RSFSR en 1985.
Gubenko también participó activamente en la política. Se desempeñó como último ministro de Cultura de la URSS (1989-1991) y como diputado de la Duma del Estado ruso entre 1995 y 2003. A partir de 2005 se desempeñó como diputado de la Duma de la ciudad de Moscú.

## Primeros años
Nikolái Gubenko nació en las Catacumbas de Odesa durante la batalla de Odesa, fue el menor de cinco hermanos. Su madre era rusa y su padre, un nativo de Ucrania; ambos murieron en 1942 durante la Gran Guerra Patria. Su padre se unió a la Fuerza Aérea Soviética antes de que naciera Nikolái y fuera asesinado en acción cerca de Lugansk. Su madre fue diseñadora en jefe en una de las plantas locales, fue interrogada durante la ocupación nazi-rumana de Odesa y asesinada después de que ella se negó a colaborar; su cuerpo fue devuelto al abuelo de Nikolái "con rastros de ahorcamiento".
Todos los hermanos de Gubenko fueron adoptados, mientras que él se quedó con sus abuelos que lo enviaron al Orfanato de Odesa después de la guerra. Luego se unió a un internado especial con un enfoque en el idioma inglés. Al graduarse, se suponía que debía ingresar al Instituto Militar de Lenguas Extranjeras, pero fue cerrado en 1955 después de la reforma de guerra de Nikita Jrushchov. Después de eso, en 1958  se unió al Odessa Young Spectator's Theatre para trabajar como tramoyista y extra.

## Carrera
Hacia 1960, Gubenko llegó a Moscú y aprobó los exámenes de ingreso al departamento de actuación de la Universidad Panrusa Guerásimov de Cinematografía, el curso dirigido por Sergei Gerasimov y Tamara Makarova que terminó en 1964. Durante los estudios conoció a su futura esposa, la actriz Zhanna Bolotova. Como estudiante actuó en uno de los papeles principales en la película soviética de culto Tengo veinte años (originalmente titulada Ilyich's Gate ) dirigida por Marlen Khutsiev. Tenía una historia de producción larga y problemática. Terminado en 1962, el filme se proyectó en el Kremlin de Moscú y enfureció mucho a Nikita Khrushchev, quien lo comparó con una desviación ideológica y lo criticó por "ideas y normas de la vida pública y privada que son completamente inaceptables y ajenas al pueblo soviético".
El corte final se lanzó solo en 1965, cuando Gubenko ya se había graduado. Interpretó a Adolf Hitler en su obra de teatro basada en La resistible ascensión de Arturo Ui Bertolt Brecht. Como Gubenko recordó más tarde, invirtió todo su odio hacia el hombre responsable de la muerte de sus padres en el papel. Su actuación se volvió tan poderosa que Yuri Liubímov visitó la obra, e inmediatamente le hizo una oferta para unirse al Teatro Taganka, a pesar de que Gubenko estudió para ser actor de cine. Sirvió allí desde 1964 hasta finales de la década de 1960, cuando decidió dedicarse al cine e ingresó a los cursos de dirección en VGIK (también dirigidos por Gerasimov y Makarova) que terminó en 1970.
Entre 1971 y 1988, Gubenko dirigió seis películas. El primero, Un soldado regresa del frente, recibió el Premio Estatal Vasilyev Brothers de la RSFSR. Su Juego herido de 1976 (o Podranki ) se basó en su propio guion original. La historia cubrió la vida de los huérfanos en la Odessa de la posguerra. Según Gubenko, era 50/50 autobiográfico e incluía muchos detalles personales. Quince papeles principales fueron interpretados por huérfanos reales: había visitado a miles de niños de orfanatos e internados en todo el país. La película fue vista por 20,3 millones de personas y se inscribió en el Festival de Cine de Cannes de 1977. También recibió el premio Hugo de bronce en el Festival Internacional de Cine de Chicago de 1977.
En 1987 Gubenko regresó al Teatro Taganka tras la muerte de Anatoly Efros. Lo encabezó, comenzó a resucitar viejas obras y, al mismo tiempo, utilizó toda su influencia para ayudar a Yuri Liubímov a regresar a la URSS. Tan pronto como se restableció la ciudadanía de Lyubimov, dejó la silla del director, pero permaneció en el teatro como actor. También se le ofreció el puesto de Ministro de Cultura de la URSS, convirtiéndose en el primer profesional de las artes soviéticas en ocupar un puesto similar desde Anatoli Lunacharski en 1917. Sirvió de 1989 a 1991 cuando ocurrió la disolución de la Unión Soviética, convirtiéndose finalmente en el último Ministro de Cultura soviético. 
En 1992 se produjo una división en Taganka después de que el contrato de Lyubimov fuera enviado al alcalde de Moscú, Gavrill Popov, para su firma, donde básicamente sugirió privatizar el teatro atrayendo a "colegas extranjeros" y pasar al sistema de contratos que le habría permitido contratar o despedir actores en cualquier momento, mientras que todos los conflictos internos debían resolverse en la Corte Internacional.
El propio Lyubimov pasó la mayor parte de su tiempo en el extranjero y se negó a hablar con los actores. En un momento, asistió a una reunión y tuvo una discusión con Gubenko, quien se puso del lado de los manifestantes y fue despedido. Sin embargo, continuó actuando en la obra Vladimir Vysotsky basada en las canciones de Vladimir Vysotsky. Lyubimov luego buscó la ayuda de la OMON para prohibirle la entrada y canceló la obra. Después de eso, Gubenko se fue junto con otros 35 actores y fundó su propio teatro no estatal, la Comunidad de Actores Taganka, que dirigió hasta su muerte, participando como actor, director de escena y dramaturgo.  En 2008 recibió un estatus estatal.

## Filmografía
| 1965 | Tengo veinte años                             | Мне двадцать лет                       |    |    | Nikolai Fokin                               |
| 1966 | El Último Conman                              | Последний жулик                        |    |    | Petya Dachnikov/vocals                      |
| 1967 | Ninguna Contraseña Necesaria                  | Пароль не нужен                        |    |    | Vasili Blücher                              |
| 1969 | Director                                      | Директор                               |    |    | Aleksey Zvorykin                            |
| 1969 | Casa del Gentry                               | Дворянское гнездо                      |    |    | Sitnikov                                    |
| 1971 | Un Soldado Volvió del Frente                  | Пришёл солдат с фронта                 | Sí |    | Nikolai Yegorov                             |
| 1974 | Si Quieres Ser Feliz                          | Если хочешь быть счастливым            | Sí |    | Andrei Rodionov                             |
| 1975 | Lucharon para Su País                         | Они сражались за Родину                |    |    | Lugarteniente Goloshyokov                   |
| 1975 | Quiero el Piso                                | Прошу слова                            |    |    | Sergei Uvarov                               |
| 1976 | Juego herido                                  | Подранки                               | Sí | Sí | Grigoriy Albertovich/Aleksey Bartenev (Voz) |
| 1977 | En la Zona de Atención Especial               | В зоне особого внимания                |    |    | Aleksandr Volentir (voz)                    |
| 1980 | Vida en Vacaciones                            | Из жизни отдыхающих                    | Sí | Sí | Aleksey Pavlishchev (Voz)                   |
| 1980 | Unos cuantos Días de la Vida de I. I. Oblomov | Несколько дней из жизни И. И. Обломова |    |    | Stoltz padre (voz)                          |
| 1983 | Y Vida, y Lágrimas, y Amor                    | И жизнь, и слёзы, и любовь             | Sí | Sí |                                             |
| 1988 | Zona prohibida                                | Запретная зона                         | Sí | Sí | Episodio (desacreditado)                    |
| 2001 | Isaуev                                        | Исаев                                  |    |    | Narrador (voz)                              |
| 2013 | Ku! Kin-dza-dza                               | Ку! Кин-дза-дза                        |    |    | Vladimir Chizhov (voz)                      |

## Literatura
- Nikolai Gubenko (2014). Teatro del Absurdo. Juegos en la Escena Política. — Moscú: Algorythm, 256 páginas
- Evgeny Gromov (2012). Nikolai Gubenko. Director y actor. — Moscú: Algorythm, 288 páginas